# Marquesado de Valderrábano
El marquesado de Valderrábano es un título nobiliario español creado en 19 de septiembre de 1614 por el rey Felipe III de España a favor de Francisco Enríquez de Almansa y Manrique, mayordomo del rey, virrey de Nueva España y caballero de la Orden de Alcántara.
Su nombre se refiere al municipio palentino de Valderrábano.

## Marqueses de Valderrábano
|                                   | Titular                                                    | Periodo                           |                                   |
| Creación por Felipe III de España | Creación por Felipe III de España                          | Creación por Felipe III de España | Creación por Felipe III de España |
| --------------------------------- | ---------------------------------------------------------- | --------------------------------- | --------------------------------- |
| I                                 | Francisco Enríquez de Almansa y Manrique                   | 1614-¿?                           |                                   |
| II                                | Ana de Luna y Mendoza                                      | ¿?-¿?                             |                                   |
| III                               | Cristóbal Portocarrero de Luna y Enríquez                  | ¿?-1641                           |                                   |
| IV                                | Cristóbal Portocarrero de Guzmán y Enríquez de Luna        | 1641-1704                         |                                   |
| V                                 | Cristóbal Gregorio Portocarrero y Funes de Villalpando     | 1704-¿?                           |                                   |
| VI                                | Cristóbal Pedro Portocarrero y Guzmán                      | ¿?-1757                           |                                   |
| VII                               | María Francisca de Sales de Portocarrero y López de Zúñiga | 1757-1808                         |                                   |
| VIII                              | Eugenio Eulalio Palafox Portocarrero                       | 1808-1834                         |                                   |
| IX                                | Cipriano Portocarrero y Palafox                            | 1834-1839                         |                                   |
| X                                 | María Francisca Portocarrero y Kirkpatrick                 | 1839-1860                         |                                   |
| XI                                | Carlos María Fitz-James Stuard Portocarrero y Palafox      | 1868-1901                         |                                   |
| XII                               | Hernando Carlos Fitz-James Stuart y Falcó                  | 1901-1936                         |                                   |
| XIII                              | Fernando Alfonso Fitz-James Stuart y Saavedra              | 1950-1970                         |                                   |
| XIV                               | Luis Esteban Fitz-James Stuart y Gómez-Pablos              | 1971-actual titular               |                                   |

## Historia de los marqueses de Valderrábano
- Francisco Enríquez de Almansa y Manrique, I marqués de Valderrábano.[2] Era hijo de Martín Enríquez de Almansa, señor del estado de Valderrábano, virrey de Nueva España y virrey del Perú, y de María Manrique de Castilla, hija de Juan Fernández Manrique de Lara, III marqués de Aguilar de Campoo y V conde de Castañeda.[3][4]

Casó con Mariana de Zúñiga y Velasco, VII condesa de Nieva. Sin descendencia, sucedió su sobrina nieta:
- Ana de Luna Enríquez, también llamada Ana Martínez de Luna y Mendoza (Fuentidueña, 27 de octubre de 1595-1658), II marquesa de Valderrábano[5] y II condesa de Fuentidueña.[5][6] Su padre fue Antonio de Luna y Enríquez de Almansa, I conde de Fuentidueña, hijo de Isabel Enríquez de Almansa y Manrique hermana del I marqués de Valderrábano,[7] y de Álvaro de Luna y Sarmiento.[7] Su madre, Juana de Mendoza y Toledo,[5] dama de la reina, fue hija de Álvaro de Mendoza y Alarcón, castellano de Castel Nuovo en Nápoles, caballero de la Orden de Calatrava, y de Ana de Toledo, de la casa de Villafranca.[6]

Casó, hacia 1616, con su primo hermano, Cristóbal Portocarrero Osorio y Luna (n. Madrid, 16 de mayo de 1598), III conde de Montijo. Sucedió su hijo a quien cedió el título:
- Cristóbal Portocarrero de Luna y Enríquez (1617-22 de julio de 1641), III marqués de Valderrábano.[10][11] No sucedió en el condado de Montijo por haber fallecido antes que su padre.[10]

Casó, a los diecisiete años, con Inés de Guzmán y Fernández de Córdoba (m. 1681), VII marquesa de la Algaba, IX marquesa de Ardales y X condesa de Teba, hija de Pedro Andrés Ramírez de Guzmán, III marqués de La Algaba. Después de enviudar, Inés contrajo un segundo matrimonio con Francisco Portocarrero y Villacís, VIII marqués de Villanueva del Fresno y marqués de Barcarrota. Sucedió su hijo:
- Cristóbal Portocarrero de Guzmán Luna y Enríquez (Montijo, 25 de noviembre de 1638-Madrid, 31 de octubre de 1704),[10] IV marqués de Valderrábano, VIII marqués de la Algaba, IV conde de Montijo, grande de España,[8] XI conde de Teba, X marqués de Ardales, III conde de Fuentidueña (sucediendo a su abuela)[13] y caballero de la Orden de Santiago.[13]

Casó en primeras nupcias con Úrsula de la Cerda y Leiva de quien tuvo tres hijas. Contrajo un segundo matrimonio con Victoria de Toledo y Benavides, padres de una hija que fue monja. Se casó en terceras nupcias en Madrid el 15 de marzo de 1690 con María Regalado Funes de Villalpando y Monroy (m. Madrid, 14 de mayo de 1738), VI marquesa de Osera, hija de José Antonio Ignacio Funes de Villalpando y Clemente (1623-1683), III marqués de Osera y de María Leonor de Aragón y Monroy, II marquesa de Castañeda, viuda de Diego Gómez de Sandoval y Rojas, V duque de Lerma.Le sucedió su hijo del tercer matrimonio.
- Cristóbal Gregorio Portocarrero y Funes de Villalpando (12 de junio de 1693-15 de junio de 1763),[10] V marqués de Valderrábano,[13] IX marqués de la Algaba, V conde de Montijo, grande de España,[8] IV conde de Fuentidueña,[13] V marqués de Osera, IV marqués de Castañeda, XIV marqués de Villanueva del Fresno y de Barcarrota y XXXI señor de Moguer.[13]

Casó, el 15 de abril de 1717, con su sobrina María Dominga de Guzmán y Fernández de Córdoba Portocarrero.(1693-1747). Le sucedió, por cesión, su hijo que falleció antes que su padre:
- Cristóbal Pedro Portocarrero y Guzmán (13 de marzo de 1728-2 de noviembre de 1757) VI marqués de Valderrábano.[13]

Casó, el 2 de abril de 1747, con María Josefa Chaves-Chacón y Pacheco, también llamada María Josefa López de Zúñiga y Pacheco, hija de Antonio Chaves-Chacón Zúñiga y Avellaneda, XIII conde de Miranda del Castañar, IX duque de Peñaranda de Duero, dos veces grande de España, IX marqués de Valdunquillo, X marqués de Mirallo, VII conde de Casarrubios del Monte, IV conde de Santa Cruz de la Sierra, XIII vizconde de Palacios de la Valduerna, XIII marqués de La Bañeza y V vizconde de la Calzada, y de María Teresa Pacheco Téllez-Girón y Toledo. Le sucedió su hija:

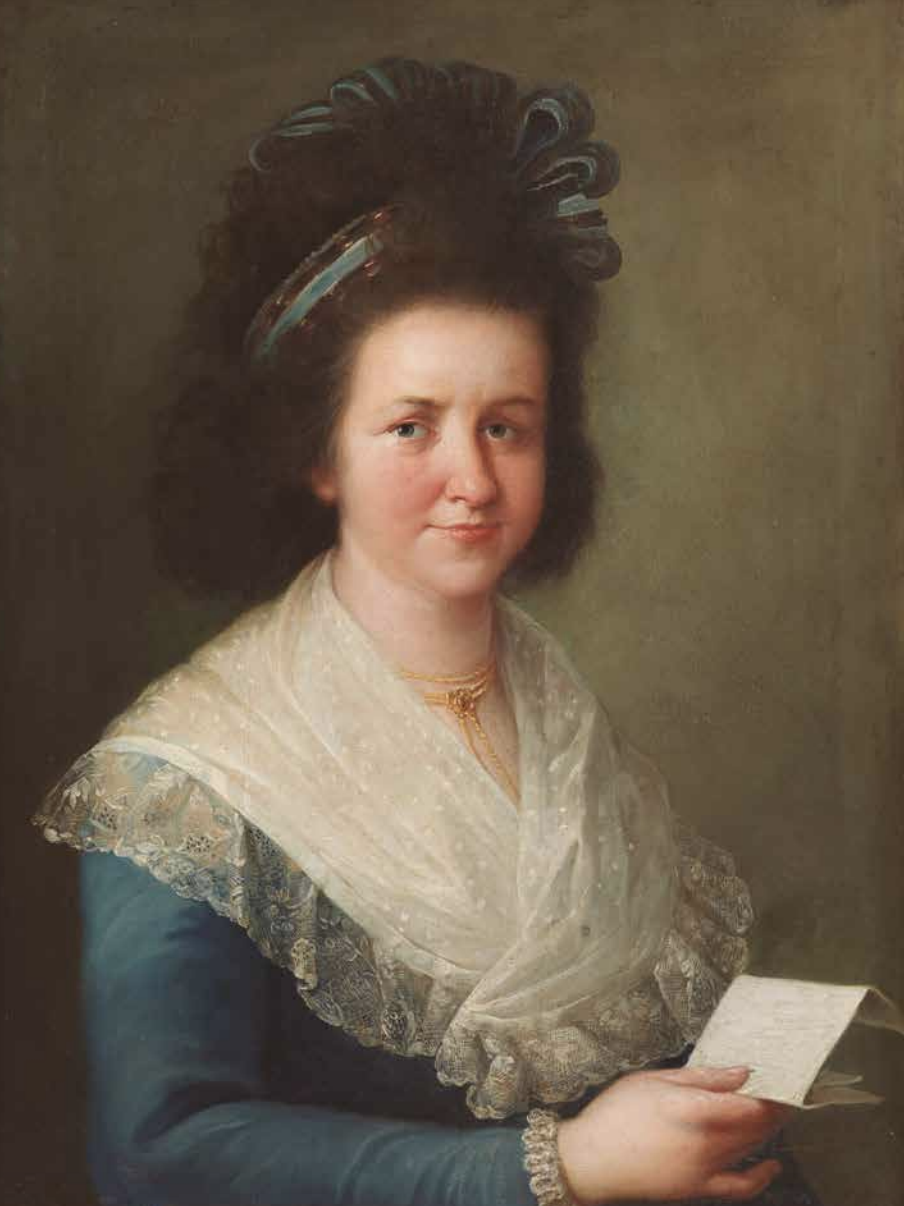
María Francisca de Sales de Portocarrero y López de Zúñiga

- María Francisca de Sales de Portocarrero y López de Zúñiga (Madrid, 10 de junio de 1754-Logroño, 15 de abril de 1808), VII marquesa de Valderrábano,[19] X marquesa de la Algaba, VI condesa de Montijo, grande de España,[8] V condesa de Fuentidueña,[19] XVI condesa de Teba, VI marquesa de Osera, VI condesa de Ablitas y XVI señora de la baronía de Quinto.[19]

Casó, en primeras nupcias el 8 de noviembre de 1768, con Felipe Antonio de Palafox y Croy d'Havré (1739-1790). Contrajo un segundo matrimonio, alrededor de 1795, con Estanislao de Lugo y Molina (1753-1833) de quien no hubo descendencia. Le sucedió su hijo de su primer matrimonio.
- Eugenio Eulalio Palafox Portocarrero (12 de febrero de 1773-18 de julio de 1834), VIII marqués de Valderrábano,[21] XVI conde de Miranda del Castañar,[22] VII conde de Montijo,[8] XII duque de Peñaranda de Duero, X conde de Baños,[23] cuatro veces grande de España, XVII marqués de La Bañeza, XVI vizconde de Palacios de la Valduerna, XII marqués de Valdunquillo, XIII marqués de Mirallo, X conde de Casarrubios del Monte, VII conde de Santa Cruz de la Sierra, XVI marqués de Moya, XXX conde de San Esteban de Gormaz, VI conde de Fuentidueña,[24] XII marqués de la Algaba, VII marqués de Osera, VI marqués de Castañeda, XVII conde de Teba, XVI marqués de Ardales, VII conde de Ablitas y VIII vizconde de la Calzada.[21]

Casó en 1792 con María Ignacia Idiáquez y Carvajal. Sin descendencia, sucedió su hermano:

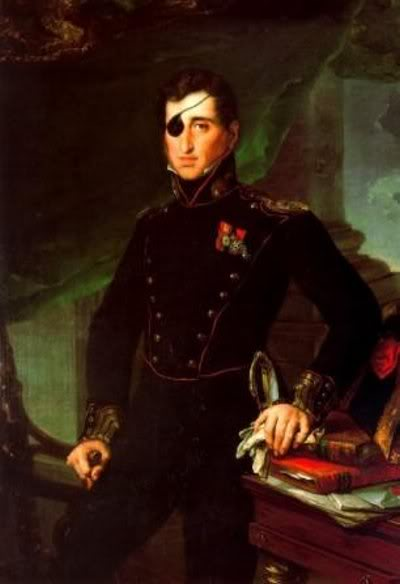
Cipriano Palafox y Portocarrero, IX marqués de Valderrábano

- Cipriano Portocarrero y Palafox (m. 15 de marzo de 1839), IX marqués de Valderrábano,[25]  XVII conde de Miranda del Castañar, VIII conde de Montijo,[8] XIII duque de Peñaranda de Duero, XI conde de Baños,[26] cuatro veces grande de España, XVIII marqués de La Bañeza, XVII vizconde de Palacios de la Valduerna, XIII marqués de Valdunquillo, XIV marqués de Mirallo, XI conde de Casarrubios del Monte, VIII conde de Santa Cruz de la Sierra, IX vizconde de la Calzada, XVII marqués de Moya, XXI conde de San Esteban de Gormaz, VII conde de Fuentidueña,[25] XII marqués de la Algaba, VIII marqués de Osera, VII marqués de Castañeda,  VIII conde de Ablitas, X marqués de Fuente el Sol XVIII conde de Teba, XVII marqués de Ardales, X conde de Mora, prócer del reino y senador por Badajoz.[25]

Contrajo matrimonio el 15 de diciembre de 1817 con María Manuela Kirkpatrick y Grevignée (m. 1879). Sucedió su hija:

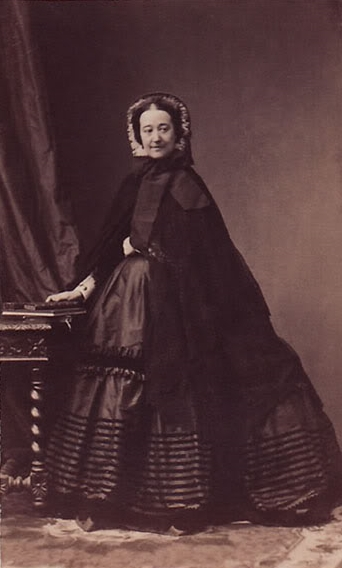
María Francisca de Sales Portocarrero, X marquesa de Valderrábano

- María Francisca Portocarrero y Kirkpatrick, (Granada, 29 de enero de 1825-París, 16 de septiembre de 1860), X marquesa de Valderrábano,[25] XVIII condesa de Miranda del Castañar,[22] IX condesa de Montijo,[8] XIV duquesa de Peñaranda de Duero, tres veces grande de España, XI condesa de Mora, XIX marquesa de La Bañeza, XIV marquesa de Valdunquillo, XV marquesa de Mirallo, XIII marquesa de la Algaba, VIII marquesa de Castañeda, XII condesa de Casarrubios del Monte, XXII condesa de San Esteban de Gormaz, VIII condesa de Fuentidueña,[25] XVIII vizcondesa de Palacios de la Valduerna, X vizcondesa de la Calzada, XVI marquesa de Villanueva del Fresno y XVI marquesa de Barcarrota.[25]

Casó el 14 de febrero de 1844 con Jacobo Fitz-James Stuart y Ventimiglia, XV duque de Alba. Sucedió su hijo:
- Carlos María Fitz-James Stuart Portocarrero y Palafox (Madrid, 4 de diciembre de 1849-Nueva York, 13 de octubre de 1901), XI marqués de Valderrábano,[27]  XIX conde de Miranda del Castañar,[22] XVI duque de Alba,[28], X conde de Montijo, XV duque de Peñaranda de Duero, IX conde de Fuentidueña, XVII marqués de Barcarrota, XIV marqués de la Algaba, XVII marqués de Villanueva del Fresno, XXIII conde de San Esteban de Gormaz, y XIII conde de Casarrubios del Monte, IX conde de Fuentidueña,[27] XVIII conde de Lerín, XVIII conde de Osorno, XX conde de Lemos, IX duque de Liria y Jérica, XIV conde de Monterrey, XV marqués del Carpio, etc., varias veces grande de España.

Casó, el 16 de diciembre de 1877, con María del Rosario Falcó y Osorio, XXI condesa de Siruela:
- Hernando Carlos Fitz-James Stuart y Falcó (Madrid, 3 de noviembre de 1882-Paracuellos del Jarama, 8 de noviembre de 1936), XII marqués de Valderrábano,[29] XI conde de Montijo y XVI duque de Peñaranda de Duero, dos veces grande de España.[8]

Casó, el 20 de diciembre de 1920, siendo su primer marido, con María del Carmen de Saavedra y Collado (1899-1967), XIII marquesa de Villaviciosa. Sucedió su hijo:
- Fernando Alfonso Fitz-James Stuart y Saavedra (El Guadalperal, 24 de enero de 1922-El Guadalperal, 20 de julio de 1970), XIII marqués de Valderrábano,[29]  XII conde de Montijo y XVII duque de Peñaranda de Duero, grande de España.[8]

Casó, en 1944, con Isabel Gómez-Pablos y Ruiz de Villegas. Sucedió su hijo:a
- Luis Esteban Fitz-James Stuart y Gómez (n. 11 de diciembre de 1950), XIV marqués de Valderrábano[30][31] y IV vizconde de Jarafe.[30]

Casó en primeras nupcias, en 1968, con Gertrudis Berlanga y Pérez de Andújar (n. 1953), padres de una hija, María Iraida Fitz-James Stuart y Berlanga (n. 1968). Contrajo un segundo matrimonio con María Calleja y Cervantes (n. 1951), progenitores de María (n. 1974) y de Dafne Fitz-James Stuart y Calleja (n. 1977). Casó en terceras nupcias con María Teresa Campilongo y Metral Daviet (n. 1954).

## Árbol genealógico
| \| Martín Enríquez de Almansa y Ulloa IV Virrey de la Nueva España (1510-1583) \| \| \| \| \| \| \| \| \| \| \| \| \| \| \| \| \| \| \| \| \| \| \| \| \| \| \| \| \| \| \| \| \| \| \| \| \| \| \| \| \| \| \| \| \| \| \| \| \| \| \| \| \| \| \| \| \| \| \| \| \| \| \| \| \| \| \| \| \| \| \| \| \| \| \| \| \| \| \| \| \| \| \| \| \| \| \| \| \| \| \| \| \| \| \| \| \| \| \| Francisco Enríquez de Almansa y Manrique I marqués de Valderrábano ( ¿? - ¿? ) \| Francisco Enríquez de Almansa y Manrique I marqués de Valderrábano ( ¿? - ¿? ) \| Francisco Enríquez de Almansa y Manrique I marqués de Valderrábano ( ¿? - ¿? ) \| Francisco Enríquez de Almansa y Manrique I marqués de Valderrábano ( ¿? - ¿? ) \| Francisco Enríquez de Almansa y Manrique I marqués de Valderrábano ( ¿? - ¿? ) \| Francisco Enríquez de Almansa y Manrique I marqués de Valderrábano ( ¿? - ¿? ) \| \| \| Isabel Enríquez de Almansa y Manrique ( ¿? -1586) \| Isabel Enríquez de Almansa y Manrique ( ¿? -1586) \| Isabel Enríquez de Almansa y Manrique ( ¿? -1586) \| Isabel Enríquez de Almansa y Manrique ( ¿? -1586) \| Isabel Enríquez de Almansa y Manrique ( ¿? -1586) \| Isabel Enríquez de Almansa y Manrique ( ¿? -1586) \| \| \| \| \| \| \| \| \| \| \| \| \| \| \| \| \| \| \| \| Francisco Enríquez de Almansa y Manrique I marqués de Valderrábano ( ¿? - ¿? ) \| Francisco Enríquez de Almansa y Manrique I marqués de Valderrábano ( ¿? - ¿? ) \| Francisco Enríquez de Almansa y Manrique I marqués de Valderrábano ( ¿? - ¿? ) \| Francisco Enríquez de Almansa y Manrique I marqués de Valderrábano ( ¿? - ¿? ) \| Francisco Enríquez de Almansa y Manrique I marqués de Valderrábano ( ¿? - ¿? ) \| Francisco Enríquez de Almansa y Manrique I marqués de Valderrábano ( ¿? - ¿? ) \| \| \| Isabel Enríquez de Almansa y Manrique ( ¿? -1586) \| Isabel Enríquez de Almansa y Manrique ( ¿? -1586) \| Isabel Enríquez de Almansa y Manrique ( ¿? -1586) \| Isabel Enríquez de Almansa y Manrique ( ¿? -1586) \| Isabel Enríquez de Almansa y Manrique ( ¿? -1586) \| Isabel Enríquez de Almansa y Manrique ( ¿? -1586) \| \| \| \| \| \| \| \| \| \| \| \| \| \| \| \| \| \| \| \| \| \| \| \| \| \| \| \| Antonio de Luna y Enríquez de Almansa I conde de Fuentidueña (1575-1605) \| \| \| \| \| \| \| \| \| \| \| \| \| \| \| \| \| \| \| \| \| \| \| \| \| \| \| \| \| \| \| \| \| \| \| \| \| \| \| \| \| \| \| \| \| \| \| \| \| \| \| \| \| \| \| \| \| \| \| \| \| \| \| \| \| \| Ana de Luna Enríquez II marquesa de Valderrábano (1595-1658) \| \| \| \| \| \| \| \| \| \| \| \| \| \| \| \| \| \| \| \| \| \| \| \| \| \| \| \| \| \| \| \| \| \| \| \| \| \| \| \| \| \| \| \| \| \| \| \| \| \| \| \| \| \| \| \| \| \| \| \| \| \| \| \| \| \| Cristóbal Portocarrero y Enríquez de Luna III marqués de Valderrábano (1617-1641) \| \| \| \| \| \| \| \| \| \| \| \| \| \| \| \| \| \| \| \| \| \| \| \| \| \| \| \| \| \| \| \| \| \| \| \| \| \| \| \| \| \| \| \| \| \| \| \| \| \| \| \| \| \| \| \| \| \| \| \| \| \| \| \| \| \| Cristóbal Portocarrero y Guzmán Luna y Enríquez IV marqués de Valderrábano (1638-1704) \| \| \| \| \| \| \| \| \| \| \| \| \| \| \| \| \| \| \| \| \| \| \| \| \| \| \| \| \| \| \| \| \| \| \| \| \| \| \| \| \| \| \| \| \| \| \| \| \| \| \| \| \| \| \| \| \| \| \| \| \| \| \| \| \| \| Cristóbal Gregorio Portocarrero y Funes de Villalpando V marqués de Valderrábano (1692-1763) \| \| \| \| \| \| \| \| \| \| \| \| \| \| \| \| \| \| \| \| \| \| \| \| \| \| \| \| \| \| \| \| \| \| \| \| \| \| \| \| \| \| \| \| \| \| \| \| \| \| \| \| \| \| \| \| \| \| \| \| \| \| \| \| \| \| Cristóbal Pedro Portocarrero Osorio y Fernández de Córdoba VI marqués de Valderrábano (1728-1757) \| \| \| \| \| \| \| \| \| \| \| \| \| \| \| \| \| \| \| \| \| \| \| \| \| \| \| \| \| \| \| \| \| \| \| \| \| \| \| \| \| \| \| \| \| \| \| \| \| \| \| \| \| \| \| \| \| \| \| \| \| \| \| \| \| \| María Francisca de Sales Portocarrero y López de Zúñiga VII marquesa de Valderrábano (1754-1808) \| \| \| \| \| \| \| \| \| \| \| \| \| \| \| \| \| \| \| \| \| \| \| \| \| \| \| \| \| \| \| \| \| \| \| \| \| \| \| \| \| \| \| \| \| \| \| \| \| \| \| \| \| \| \| \| \| \| \| \| \| \| \| \| \| \| \| \| \| \| \| \| \| \| \| \| \| \| \| \| \| \| \| \| \| \| \| \| \| \| \| \| \| \| \| \| \| \| \| Eugenio de Palafox y Portocarrero VIII marqués de Valderrábano (1773-1834) \| Eugenio de Palafox y Portocarrero VIII marqués de Valderrábano (1773-1834) \| Eugenio de Palafox y Portocarrero VIII marqués de Valderrábano (1773-1834) \| Eugenio de Palafox y Portocarrero VIII marqués de Valderrábano (1773-1834) \| Eugenio de Palafox y Portocarrero VIII marqués de Valderrábano (1773-1834) \| Eugenio de Palafox y Portocarrero VIII marqués de Valderrábano (1773-1834) \| \| \| Cipriano de Palafox y Portocarrero IX marqués de Valderrábano (1784-1839) \| Cipriano de Palafox y Portocarrero IX marqués de Valderrábano (1784-1839) \| Cipriano de Palafox y Portocarrero IX marqués de Valderrábano (1784-1839) \| Cipriano de Palafox y Portocarrero IX marqués de Valderrábano (1784-1839) \| Cipriano de Palafox y Portocarrero IX marqués de Valderrábano (1784-1839) \| Cipriano de Palafox y Portocarrero IX marqués de Valderrábano (1784-1839) \| \| \| \| \| \| \| \| \| \| \| \| \| \| \| \| \| \| \| \| Eugenio de Palafox y Portocarrero VIII marqués de Valderrábano (1773-1834) \| Eugenio de Palafox y Portocarrero VIII marqués de Valderrábano (1773-1834) \| Eugenio de Palafox y Portocarrero VIII marqués de Valderrábano (1773-1834) \| Eugenio de Palafox y Portocarrero VIII marqués de Valderrábano (1773-1834) \| Eugenio de Palafox y Portocarrero VIII marqués de Valderrábano (1773-1834) \| Eugenio de Palafox y Portocarrero VIII marqués de Valderrábano (1773-1834) \| \| \| Cipriano de Palafox y Portocarrero IX marqués de Valderrábano (1784-1839) \| Cipriano de Palafox y Portocarrero IX marqués de Valderrábano (1784-1839) \| Cipriano de Palafox y Portocarrero IX marqués de Valderrábano (1784-1839) \| Cipriano de Palafox y Portocarrero IX marqués de Valderrábano (1784-1839) \| Cipriano de Palafox y Portocarrero IX marqués de Valderrábano (1784-1839) \| Cipriano de Palafox y Portocarrero IX marqués de Valderrábano (1784-1839) \| \| \| \| \| \| \| \| \| \| \| \| \| \| \| \| \| \| \| \| \| \| \| \| \| \| \| \| María Francisca de Sales Palafox y Kirkpatrick X marquesa de Valderrábano (1825-1860) \| \| \| \| \| \| \| \| \| \| \| \| \| \| \| \| \| \| \| \| \| \| \| \| \| \| \| \| \| \| \| \| \| \| \| \| \| \| \| \| \| \| \| \| \| \| \| \| \| \| \| \| \| \| \| \| \| \| \| \| \| \| \| \| \| \| Carlos María Fitz-James Stuart y Palafox XI marqués de Valderrábano (1849-1901) \| \| \| \| \| \| \| \| \| \| \| \| \| \| \| \| \| \| \| \| \| \| \| \| \| \| \| \| \| \| \| \| \| \| \| \| \| \| \| \| \| \| \| \| \| \| \| \| \| \| \| \| \| \| \| \| \| \| \| \| \| \| \| \| \| \| Hernando Carlos Fitz-James Stuart y Falcó XII marqués de Valderrábano (1882-1936) \| \| \| \| \| \| \| \| \| \| \| \| \| \| \| \| \| \| \| \| \| \| \| \| \| \| \| \| \| \| \| \| \| \| \| \| \| \| \| \| \| \| \| \| \| \| \| \| \| \| \| \| \| \| \| \| \| \| \| \| \| \| \| \| \| \| Fernando Alfonso FitzJames Stuart y Saavedra XIII marqués de Valderrábano (1922-1970) \| \| \| \| \| \| \| \| \| \| \| \| \| \| \| \| \| \| \| \| \| \| \| \| \| \| \| \| \| \| \| \| \| \| \| \| \| \| \| \| \| \| \| \| \| \| \| \| \| \| \| \| \| \| \| \| \| \| \| \| \| \| \| \| \| \| Luis Estebán Fitz-James Stuart y Gómez XIV marqués de Valderrábano (1950- ) \| \| \| \| \| \| \| \| \| \| \| \| \| \| \| \| |                                                                                |                                                                                |                                                                                |                                                                                |                                                                                |  |  |                                                                                                   |                                                                            |                                                                            |                                                                            |                                                                            |                                                                            |  |  |                                                                                       |                                                                           |                                                                           |                                                                           |                                                                           |                                                                           |  |  |  |  |  |  |  |  |  |  |
| Martín Enríquez de Almansa y Ulloa IV Virrey de la Nueva España (1510-1583) |                                                                                |                                                                                |                                                                                |                                                                                |                                                                                |  |  |                                                                                                   |                                                                            |                                                                            |                                                                            |                                                                            |                                                                            |  |  |                                                                                       |                                                                           |                                                                           |                                                                           |                                                                           |                                                                           |  |  |  |  |  |  |  |  |  |  |
| |                                                                                |                                                                                |                                                                                |                                                                                |                                                                                |  |  |                                                                                                   |                                                                            |                                                                            |                                                                            |                                                                            |                                                                            |  |  |                                                                                       |                                                                           |                                                                           |                                                                           |                                                                           |                                                                           |  |  |  |  |  |  |  |  |  |  |
| |                                                                                |                                                                                |                                                                                |                                                                                |                                                                                |  |  |                                                                                                   |                                                                            |                                                                            |                                                                            |                                                                            |                                                                            |  |  |                                                                                       |                                                                           |                                                                           |                                                                           |                                                                           |                                                                           |  |  |  |  |  |  |  |  |  |  |
| Francisco Enríquez de Almansa y Manrique I marqués de Valderrábano ( ¿? - ¿? ) | Francisco Enríquez de Almansa y Manrique I marqués de Valderrábano ( ¿? - ¿? ) | Francisco Enríquez de Almansa y Manrique I marqués de Valderrábano ( ¿? - ¿? ) | Francisco Enríquez de Almansa y Manrique I marqués de Valderrábano ( ¿? - ¿? ) | Francisco Enríquez de Almansa y Manrique I marqués de Valderrábano ( ¿? - ¿? ) | Francisco Enríquez de Almansa y Manrique I marqués de Valderrábano ( ¿? - ¿? ) |  |  | Isabel Enríquez de Almansa y Manrique ( ¿? -1586)                                                 | Isabel Enríquez de Almansa y Manrique ( ¿? -1586)                          | Isabel Enríquez de Almansa y Manrique ( ¿? -1586)                          | Isabel Enríquez de Almansa y Manrique ( ¿? -1586)                          | Isabel Enríquez de Almansa y Manrique ( ¿? -1586)                          | Isabel Enríquez de Almansa y Manrique ( ¿? -1586)                          |  |  |                                                                                       |                                                                           |                                                                           |                                                                           |                                                                           |                                                                           |  |  |  |  |  |  |  |  |  |  |
| Francisco Enríquez de Almansa y Manrique I marqués de Valderrábano ( ¿? - ¿? ) | Francisco Enríquez de Almansa y Manrique I marqués de Valderrábano ( ¿? - ¿? ) | Francisco Enríquez de Almansa y Manrique I marqués de Valderrábano ( ¿? - ¿? ) | Francisco Enríquez de Almansa y Manrique I marqués de Valderrábano ( ¿? - ¿? ) | Francisco Enríquez de Almansa y Manrique I marqués de Valderrábano ( ¿? - ¿? ) | Francisco Enríquez de Almansa y Manrique I marqués de Valderrábano ( ¿? - ¿? ) |  |  | Isabel Enríquez de Almansa y Manrique ( ¿? -1586)                                                 | Isabel Enríquez de Almansa y Manrique ( ¿? -1586)                          | Isabel Enríquez de Almansa y Manrique ( ¿? -1586)                          | Isabel Enríquez de Almansa y Manrique ( ¿? -1586)                          | Isabel Enríquez de Almansa y Manrique ( ¿? -1586)                          | Isabel Enríquez de Almansa y Manrique ( ¿? -1586)                          |  |  |                                                                                       |                                                                           |                                                                           |                                                                           |                                                                           |                                                                           |  |  |  |  |  |  |  |  |  |  |
| |                                                                                |                                                                                |                                                                                |                                                                                |                                                                                |  |  | Antonio de Luna y Enríquez de Almansa I conde de Fuentidueña (1575-1605)                          |                                                                            |                                                                            |                                                                            |                                                                            |                                                                            |  |  |                                                                                       |                                                                           |                                                                           |                                                                           |                                                                           |                                                                           |  |  |  |  |  |  |  |  |  |  |
| |                                                                                |                                                                                |                                                                                |                                                                                |                                                                                |  |  |                                                                                                   |                                                                            |                                                                            |                                                                            |                                                                            |                                                                            |  |  |                                                                                       |                                                                           |                                                                           |                                                                           |                                                                           |                                                                           |  |  |  |  |  |  |  |  |  |  |
| |                                                                                |                                                                                |                                                                                |                                                                                |                                                                                |  |  | Ana de Luna Enríquez II marquesa de Valderrábano (1595-1658)                                      |                                                                            |                                                                            |                                                                            |                                                                            |                                                                            |  |  |                                                                                       |                                                                           |                                                                           |                                                                           |                                                                           |                                                                           |  |  |  |  |  |  |  |  |  |  |
| |                                                                                |                                                                                |                                                                                |                                                                                |                                                                                |  |  |                                                                                                   |                                                                            |                                                                            |                                                                            |                                                                            |                                                                            |  |  |                                                                                       |                                                                           |                                                                           |                                                                           |                                                                           |                                                                           |  |  |  |  |  |  |  |  |  |  |
| |                                                                                |                                                                                |                                                                                |                                                                                |                                                                                |  |  | Cristóbal Portocarrero y Enríquez de Luna III marqués de Valderrábano (1617-1641)                 |                                                                            |                                                                            |                                                                            |                                                                            |                                                                            |  |  |                                                                                       |                                                                           |                                                                           |                                                                           |                                                                           |                                                                           |  |  |  |  |  |  |  |  |  |  |
| |                                                                                |                                                                                |                                                                                |                                                                                |                                                                                |  |  |                                                                                                   |                                                                            |                                                                            |                                                                            |                                                                            |                                                                            |  |  |                                                                                       |                                                                           |                                                                           |                                                                           |                                                                           |                                                                           |  |  |  |  |  |  |  |  |  |  |
| |                                                                                |                                                                                |                                                                                |                                                                                |                                                                                |  |  | Cristóbal Portocarrero y Guzmán Luna y Enríquez IV marqués de Valderrábano (1638-1704)            |                                                                            |                                                                            |                                                                            |                                                                            |                                                                            |  |  |                                                                                       |                                                                           |                                                                           |                                                                           |                                                                           |                                                                           |  |  |  |  |  |  |  |  |  |  |
| |                                                                                |                                                                                |                                                                                |                                                                                |                                                                                |  |  |                                                                                                   |                                                                            |                                                                            |                                                                            |                                                                            |                                                                            |  |  |                                                                                       |                                                                           |                                                                           |                                                                           |                                                                           |                                                                           |  |  |  |  |  |  |  |  |  |  |
| |                                                                                |                                                                                |                                                                                |                                                                                |                                                                                |  |  | Cristóbal Gregorio Portocarrero y Funes de Villalpando V marqués de Valderrábano (1692-1763)      |                                                                            |                                                                            |                                                                            |                                                                            |                                                                            |  |  |                                                                                       |                                                                           |                                                                           |                                                                           |                                                                           |                                                                           |  |  |  |  |  |  |  |  |  |  |
| |                                                                                |                                                                                |                                                                                |                                                                                |                                                                                |  |  |                                                                                                   |                                                                            |                                                                            |                                                                            |                                                                            |                                                                            |  |  |                                                                                       |                                                                           |                                                                           |                                                                           |                                                                           |                                                                           |  |  |  |  |  |  |  |  |  |  |
| |                                                                                |                                                                                |                                                                                |                                                                                |                                                                                |  |  | Cristóbal Pedro Portocarrero Osorio y Fernández de Córdoba VI marqués de Valderrábano (1728-1757) |                                                                            |                                                                            |                                                                            |                                                                            |                                                                            |  |  |                                                                                       |                                                                           |                                                                           |                                                                           |                                                                           |                                                                           |  |  |  |  |  |  |  |  |  |  |
| |                                                                                |                                                                                |                                                                                |                                                                                |                                                                                |  |  |                                                                                                   |                                                                            |                                                                            |                                                                            |                                                                            |                                                                            |  |  |                                                                                       |                                                                           |                                                                           |                                                                           |                                                                           |                                                                           |  |  |  |  |  |  |  |  |  |  |
| |                                                                                |                                                                                |                                                                                |                                                                                |                                                                                |  |  | María Francisca de Sales Portocarrero y López de Zúñiga VII marquesa de Valderrábano (1754-1808)  |                                                                            |                                                                            |                                                                            |                                                                            |                                                                            |  |  |                                                                                       |                                                                           |                                                                           |                                                                           |                                                                           |                                                                           |  |  |  |  |  |  |  |  |  |  |
| |                                                                                |                                                                                |                                                                                |                                                                                |                                                                                |  |  |                                                                                                   |                                                                            |                                                                            |                                                                            |                                                                            |                                                                            |  |  |                                                                                       |                                                                           |                                                                           |                                                                           |                                                                           |                                                                           |  |  |  |  |  |  |  |  |  |  |
| |                                                                                |                                                                                |                                                                                |                                                                                |                                                                                |  |  |                                                                                                   |                                                                            |                                                                            |                                                                            |                                                                            |                                                                            |  |  |                                                                                       |                                                                           |                                                                           |                                                                           |                                                                           |                                                                           |  |  |  |  |  |  |  |  |  |  |
| |                                                                                |                                                                                |                                                                                |                                                                                |                                                                                |  |  | Eugenio de Palafox y Portocarrero VIII marqués de Valderrábano (1773-1834)                        | Eugenio de Palafox y Portocarrero VIII marqués de Valderrábano (1773-1834) | Eugenio de Palafox y Portocarrero VIII marqués de Valderrábano (1773-1834) | Eugenio de Palafox y Portocarrero VIII marqués de Valderrábano (1773-1834) | Eugenio de Palafox y Portocarrero VIII marqués de Valderrábano (1773-1834) | Eugenio de Palafox y Portocarrero VIII marqués de Valderrábano (1773-1834) |  |  | Cipriano de Palafox y Portocarrero IX marqués de Valderrábano (1784-1839)             | Cipriano de Palafox y Portocarrero IX marqués de Valderrábano (1784-1839) | Cipriano de Palafox y Portocarrero IX marqués de Valderrábano (1784-1839) | Cipriano de Palafox y Portocarrero IX marqués de Valderrábano (1784-1839) | Cipriano de Palafox y Portocarrero IX marqués de Valderrábano (1784-1839) | Cipriano de Palafox y Portocarrero IX marqués de Valderrábano (1784-1839) |  |  |  |  |  |  |  |  |  |  |
| |                                                                                |                                                                                |                                                                                |                                                                                |                                                                                |  |  | Eugenio de Palafox y Portocarrero VIII marqués de Valderrábano (1773-1834)                        | Eugenio de Palafox y Portocarrero VIII marqués de Valderrábano (1773-1834) | Eugenio de Palafox y Portocarrero VIII marqués de Valderrábano (1773-1834) | Eugenio de Palafox y Portocarrero VIII marqués de Valderrábano (1773-1834) | Eugenio de Palafox y Portocarrero VIII marqués de Valderrábano (1773-1834) | Eugenio de Palafox y Portocarrero VIII marqués de Valderrábano (1773-1834) |  |  | Cipriano de Palafox y Portocarrero IX marqués de Valderrábano (1784-1839)             | Cipriano de Palafox y Portocarrero IX marqués de Valderrábano (1784-1839) | Cipriano de Palafox y Portocarrero IX marqués de Valderrábano (1784-1839) | Cipriano de Palafox y Portocarrero IX marqués de Valderrábano (1784-1839) | Cipriano de Palafox y Portocarrero IX marqués de Valderrábano (1784-1839) | Cipriano de Palafox y Portocarrero IX marqués de Valderrábano (1784-1839) |  |  |  |  |  |  |  |  |  |  |
| |                                                                                |                                                                                |                                                                                |                                                                                |                                                                                |  |  |                                                                                                   |                                                                            |                                                                            |                                                                            |                                                                            |                                                                            |  |  | María Francisca de Sales Palafox y Kirkpatrick X marquesa de Valderrábano (1825-1860) |                                                                           |                                                                           |                                                                           |                                                                           |                                                                           |  |  |  |  |  |  |  |  |  |  |
| |                                                                                |                                                                                |                                                                                |                                                                                |                                                                                |  |  |                                                                                                   |                                                                            |                                                                            |                                                                            |                                                                            |                                                                            |  |  |                                                                                       |                                                                           |                                                                           |                                                                           |                                                                           |                                                                           |  |  |  |  |  |  |  |  |  |  |
| |                                                                                |                                                                                |                                                                                |                                                                                |                                                                                |  |  |                                                                                                   |                                                                            |                                                                            |                                                                            |                                                                            |                                                                            |  |  | Carlos María Fitz-James Stuart y Palafox XI marqués de Valderrábano (1849-1901)       |                                                                           |                                                                           |                                                                           |                                                                           |                                                                           |  |  |  |  |  |  |  |  |  |  |
| |                                                                                |                                                                                |                                                                                |                                                                                |                                                                                |  |  |                                                                                                   |                                                                            |                                                                            |                                                                            |                                                                            |                                                                            |  |  |                                                                                       |                                                                           |                                                                           |                                                                           |                                                                           |                                                                           |  |  |  |  |  |  |  |  |  |  |
| |                                                                                |                                                                                |                                                                                |                                                                                |                                                                                |  |  |                                                                                                   |                                                                            |                                                                            |                                                                            |                                                                            |                                                                            |  |  | Hernando Carlos Fitz-James Stuart y Falcó XII marqués de Valderrábano (1882-1936)     |                                                                           |                                                                           |                                                                           |                                                                           |                                                                           |  |  |  |  |  |  |  |  |  |  |
| |                                                                                |                                                                                |                                                                                |                                                                                |                                                                                |  |  |                                                                                                   |                                                                            |                                                                            |                                                                            |                                                                            |                                                                            |  |  |                                                                                       |                                                                           |                                                                           |                                                                           |                                                                           |                                                                           |  |  |  |  |  |  |  |  |  |  |
| |                                                                                |                                                                                |                                                                                |                                                                                |                                                                                |  |  |                                                                                                   |                                                                            |                                                                            |                                                                            |                                                                            |                                                                            |  |  | Fernando Alfonso FitzJames Stuart y Saavedra XIII marqués de Valderrábano (1922-1970) |                                                                           |                                                                           |                                                                           |                                                                           |                                                                           |  |  |  |  |  |  |  |  |  |  |
| |                                                                                |                                                                                |                                                                                |                                                                                |                                                                                |  |  |                                                                                                   |                                                                            |                                                                            |                                                                            |                                                                            |                                                                            |  |  |                                                                                       |                                                                           |                                                                           |                                                                           |                                                                           |                                                                           |  |  |  |  |  |  |  |  |  |  |
| |                                                                                |                                                                                |                                                                                |                                                                                |                                                                                |  |  |                                                                                                   |                                                                            |                                                                            |                                                                            |                                                                            |                                                                            |  |  | Luis Estebán Fitz-James Stuart y Gómez XIV marqués de Valderrábano (1950- )           |                                                                           |                                                                           |                                                                           |                                                                           |                                                                           |  |  |  |  |  |  |  |  |  |  |